# João Guimarães Rosa

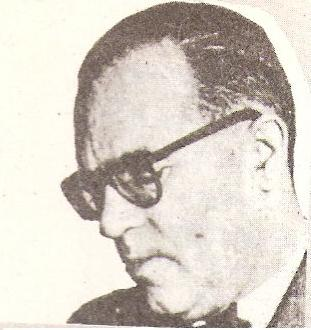
João Guimarães Rosa

João Guimarães Rosa (Cordisburgo (Minas Gerais), 27 juni 1908 - Rio de Janeiro, 19 november 1967) is een Braziliaans auteur. Hij wordt algemeen gerekend tot de grootste Braziliaanse schrijvers uit de twintigste eeuw. 

## Leven
Guimarães Rosa werd geboren in een gezin met zes kinderen en ontwikkelde zich als jong kind door veel zelfstudie. Hij bleek een bijzonder talent te hebben voor de studie van vreemde talen en leerde er uiteindelijk veertien. Mede door zijn uitzonderlijke begaafdheid kon hij uiteindelijk medicijnen gaan studeren. Hij werkte vervolgens even als arts voor de 'Força Pública' in de Sertão tijdens de constitutionele revolutie van 1932 en een jaar later, na de overwinning van Getúlio Vargas, ook voor het leger. Spoedig daarna echter verruilde hij het doktersvak voor de diplomatieke dienst. Als zodanig verbleef hij veel in het buitenland, lange tijd ook in Europa, onder andere in Hamburg.
Guimarães Rosa huwde tweemaal, de eerste keer op zijn tweeëntwintigste verjaardag met de zestienjarige Lígia Cabral Penna (met wie hij twee kinderen kreeg), de tweede keer in Hamburg met Aracy de Carvalho, die later bekend werd door haar hulp aan de Joden tijdens het nazi-bewind. Guimarães Rosa overleed in 1967 aan een hartaanval, op 59-jarige leeftijd, drie dagen nadat hij was geïnstalleerd als lide van de 'Academia Brasileira de Letras'.

## Werk
Het oeuvre van Guimarães Rosa is nagenoeg geheel gesitueerd in de Sertão. Toch wordt hij niet beschouwd als een regionalist. Zijn personages en beschrijvingen hebben een universele draagwijdte. Het gaat hem minder om het pittoreske en het sociale dan wel om de mythologie van de Sertão. Zijn werk is in hoge mate symbolisch en verwijst steeds naar het transcedente, het magische en het mysterieuze en probeert om het ingeslapen gevoel voor het wonderbaarlijke in de mensen weer wakker te schudden. Zijn Sertão symboliseert de wereld waarin de mens zoekt naar het mysterie van het leven, oftewel "de derde oever van de rivier", zoals een van zijn bekendste verhalen heet.
Guimarães Rosa schreef een zestal verhalenbundels, waarvan Sagarana (1946) en Corpo de Baile (1956) het meest geroemd zijn.
De meeste bekendheid verwierf Guimarães Rosa echter met zijn enige roman Diepe wildernis: de wegen (oorspronkelijke titel: Grande Sertão: Veredas) uit 1952. Diepe Wildernis: de wegen is het complexe verhaal van de voormalige, van de pampa afkomstige huurling Riobaldo, inmiddels een oude man en nu een 'rancher', die zijn lange levensverhaal vertelt aan een anonieme, uit de stad afkomstige luisteraar. 
Diepe wildernis: de wegen geldt algemeen als een hoogtepunt in de Braziliaanse literatuur van de Twintigste Eeuw. Het boek wordt door sommigen wel vergeleken met werken als Ulysses van James Joyce en Berlin Alexanderplatz van Alfred Döblin. In 2002 werd het opgenomen in de lijst van belangrijkste boeken uit de wereldliteratuur, samengesteld door de Zweedse Academie.

## Werken
- Magma (1936)
- Sagarana (1946)
- A hora e vez de Augusto Matraga (1946) (novelle)
- Com o Vaqueiro Mariano (1947)
- Corpo de Baile (1956)
- Grande Sertão: Veredas (1956), Nederlandse vertaling door August Willemsen: Diepe wildernis: de wegen, J.M. Meulenhoff Amsterdam (1993)
- Primeiras Estórias (1962)
- Campo Geral (1964)
- Noites do Sertão (1965)
- Tutaméia – Terceiras Estórias (1967)
- Estas Estórias (postuum, 1969)
- Ave, Palavra (postuum, 1970)